# Dasyleurotettix affinis
Dasyleurotettix affinis är en insektsart som först beskrevs av Bruner, L. 1920.  Dasyleurotettix affinis ingår i släktet Dasyleurotettix och familjen torngräshoppor. Inga underarter finns listade i Catalogue of Life.